# Angolhitheemu
Angolhetheemu is een van de bewoonde eilanden van het Raa-atol behorende tot de Maldiven.

## Demografie
Angolhetheemu telt (stand maart 2007) 228 vrouwen en 216 mannen.